# 孟儒
孟儒（1467年—？），字汝珍，山西辽州人，民籍，明朝政治人物。

## 生平
弘治五年（1492年）壬子科山西鄉試第二十六名舉人。弘治十二年（1499年）中式己未科會試第二百七十五名，三甲第一百九十八名進士。

## 家族
曾祖孟端，贡士；祖孟祥，户部主事；父孟凖，陕西按察司佥事。母楊氏；继母宋氏、趙氏。具庆下。弟孟儉（義官）、孟价。